# Parliament Street

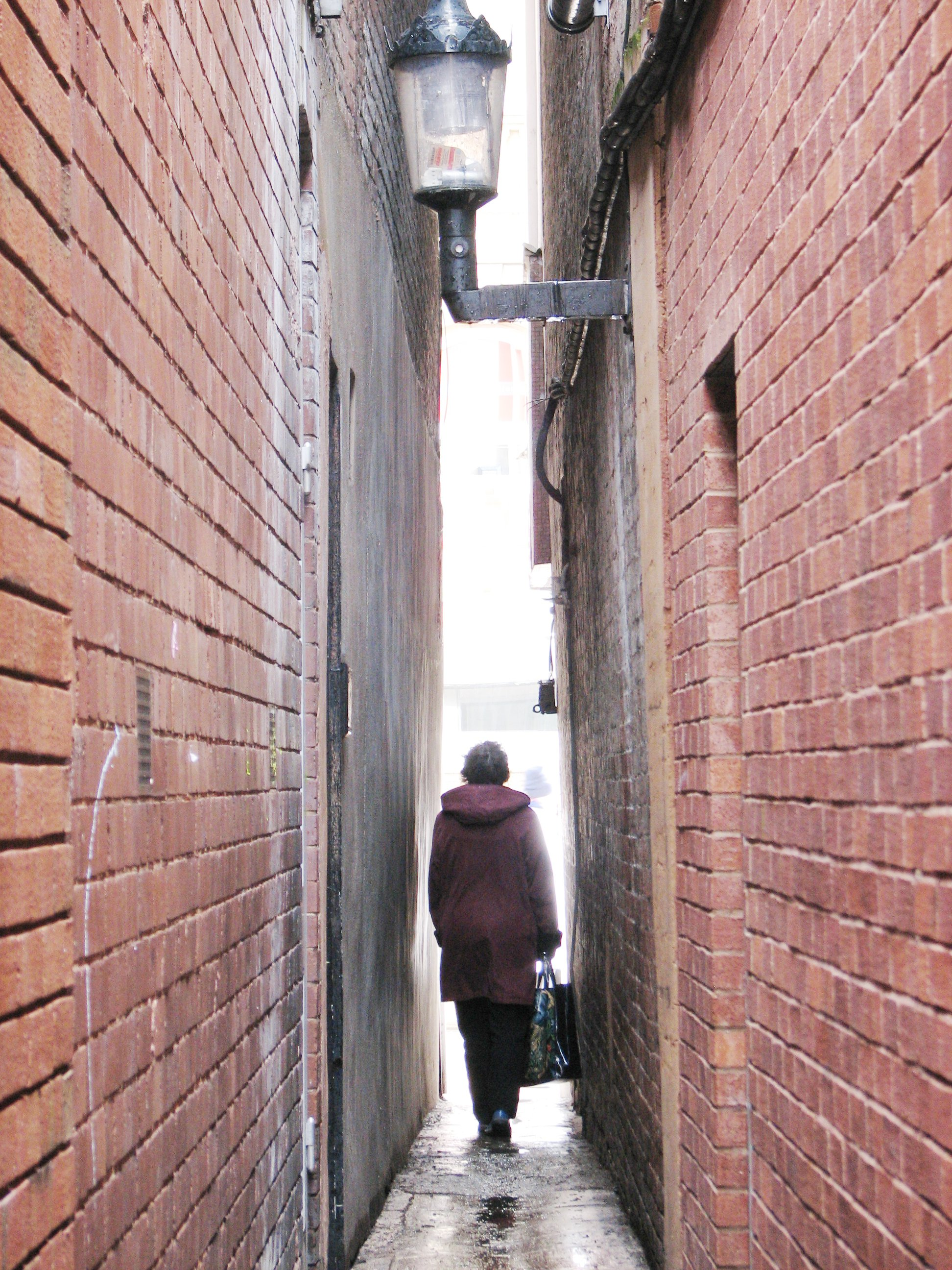
Dos personas no pueden circular fácilmente por la Parliament Street

Parliament Street (en español, 'Calle del Parlamento') es una calle en la ciudad inglesa de Exeter. Une High Street con Waterbeer Lane y data del siglo XIV. Antiguamente era llamada Small Lane, tiene su nombre actual desde que el ayuntamiento decidió que se pasase la Ley de reforma de 1832.
Tiene aproximadamente 1,2 metros en su parte más ancha y menos de 64 centímetros en su parte más estrecha. Según el Libro Guinness de los récords, esto hace que en la actualidad sea la calle más angosta del mundo.
Además cuenta con escasos 50 metros de largo, pero no es la calle más corta.